# Архаравия
Архаравия (лат. Arkharavia) — род ящеротазовых динозавров инфраотряда зауроподов, живших в меловом периоде (верхний маастрихт, (70,6—66,0 млн лет назад) на территории нынешней Азии. Типовой и единственный вид — Arkharavia heterocoelica, был найден в удурчуканской формации Амурской области (Россия). Описан в 2010 году на основе зубов и нескольких изолированных передних хвостовых позвонков. Некоторые структурные особенности нового рода являются общими с Chubutisaurus insignis (Titanosauriformes) из верхнего мела Аргентины, в результате чего Алифанов отнёс данный род к кладе Titanosauriformes, позже уточнённой до Somphospondyli.
Родовое название Arkharavia образовано от посёлка городского типа Архара в Амурской области и от лат. via —  «дорога», указывая на то, что остатки были найдены на пути к этому посёлку. Видовое название относится к наименованию позвонков — heterocoele.